# مؤسسة نهر الأردن
مؤسسة نهر الأردن هي مؤسسة غير ربحية مقرها عمان، الأردن. بدأت المؤسسة أعمالها في ديسمبر 1985 م. تهتم المؤسسة بعدة نواحٍ تنموية في المجتمع الأردني، وتركّز بشكلٍ خاص على الأطفال والنساء.
في عام 1985، أسست جلالة الملكة نور الحسين مؤسسة نهر الأردن لتساهم في رفع مستوى المعيشة خاصة في النواحي الاقتصادية والاجتماعية، وترأسها حالياً الملكة رانيا. تطبق مؤسسة نهر الأردن أفضل الممارسات العالمية القادرة على تحقيق أهدافها الرئيسة وتلبية الاحتياجات الاجتماعية والاقتصادية لمستفيديها، ومواجهة التحديات التي تعترض المجتمعات المحلية، وخاصة في مناطق جيوب الفقر والمناطق التي تتطلب التدخل السريع، وذلك عبر مشاريع ومبادرات المؤسسة لتمكين الشباب والنساء، وحماية الطفل والأسرة وتدريب وتأهيل منظمات المجتمع المحلي.
تهدف المؤسسة في خططها إلى:
تمكين المجتمعات المحلية اقتصادياً واجتماعياً، مع تفعيل دور الشباب في عملية التنمية الاجتماعية والاقتصادية لمجتمعاتهم. وايضاً حماية حقوق الأطفال، وسلامتهم، وتعزيز ممارسات الوالدية السليمة، وتأييد ودعم التفاعلات الإيجابية بين أفراد الأسرة وتعزيزها من خلال رعاية الأطفال داخل أسرهم.
 على الصعيد الدولي تم تسجيل المؤسسة على المستوى الدولي، حيث تم تسجيلها رسميا في الولايات المتحدة الأمريكية وفرنسا والمملكة المتحدة.

## تاريخها
عام 1995 أُسس برنامج نهر الأردن لتمكين المجتمعات بهدف تعزيز قدرة المجتمعات الأقل حظاً من خلال توفير فرص اقتصادية وتحسين مستوى المعيشة فيها. واحتضنت جلالة الملكة رانيا العبد الله مشروع تصاميم مؤسسة نهر الأردن لإضافة طابع أردني على منتجات الحرف اليدوية وتوفير فرص عمل للسيدات العاملات، ما ساهم في تحسين ظروف عيشهن وطوّر من معرفتهن ومهارتهن وقدرتهن على إدارة المشاريع. واتخدت المؤسسة من نهر الأردن اسماً لها. ويعد الصندوق العربي للإنماء الاقتصادي والاجتماعي www.arabfund.org.

## نشاطاتها
تتركّز نشاطات عمل مؤسسة نهر الأردن في مجالين رئيسيين:
- حماية حقوق وحاجات الأطفال من خلال برنامج أطفال نهر الأردن.
- تمكين الأفراد والمجتمعات المحلية من خلال برنامج تمكين المجتمعات.

## الرؤية والرسالة
| مؤسسة نهر الأردن | الرؤية: أردن يبتكر الحلول الأمثل لتحدياته، تتوفر فيه فرص الازدهار للجميع، ومستقبله يعتمد على سلامة أطفاله. | مؤسسة نهر الأردن |

| مؤسسة نهر الأردن | الرسالة: إشراك الأردنيين وتمكينهم من تنمية قدراتهم الاقتصادية بأنفسهم، والتغلب على العقبات الاجتماعية وخاصة العنف ضد الأطفال. | مؤسسة نهر الأردن |

## القيم
تنطلق المؤسسة من قيم راسخة تتماشى مع اهدافها هي

## الإدارة

### مجلس الامناء
يتكون مجلس أمناء المؤسسة من أفراد يمثلون القطاعين العام والخاص، وقطاع المؤسسات غير الربحية الذين يعملون على تقديم التوجيه والخبرة في عملية التطوير الاستراتيجي لبرامج المؤسسة نهر الأردن.
- جلالة الملكة رانيا العبد الله - رئيسة مجلس الأمناء
  - السيد أمين خليفات - نائب رئيسة مجلس الأمناء
  - معالي السيدة سوزان عفانة
  - العين الدكتورة نوال الفاعوري
  - السيد سائد كراجه
  - السيد طارق عوض
  - السيد تيمة خوري قعوار
  - السيد عمار الصفدي
  - السيدة إنعام بريشي - المديرة العامة

## المبنى

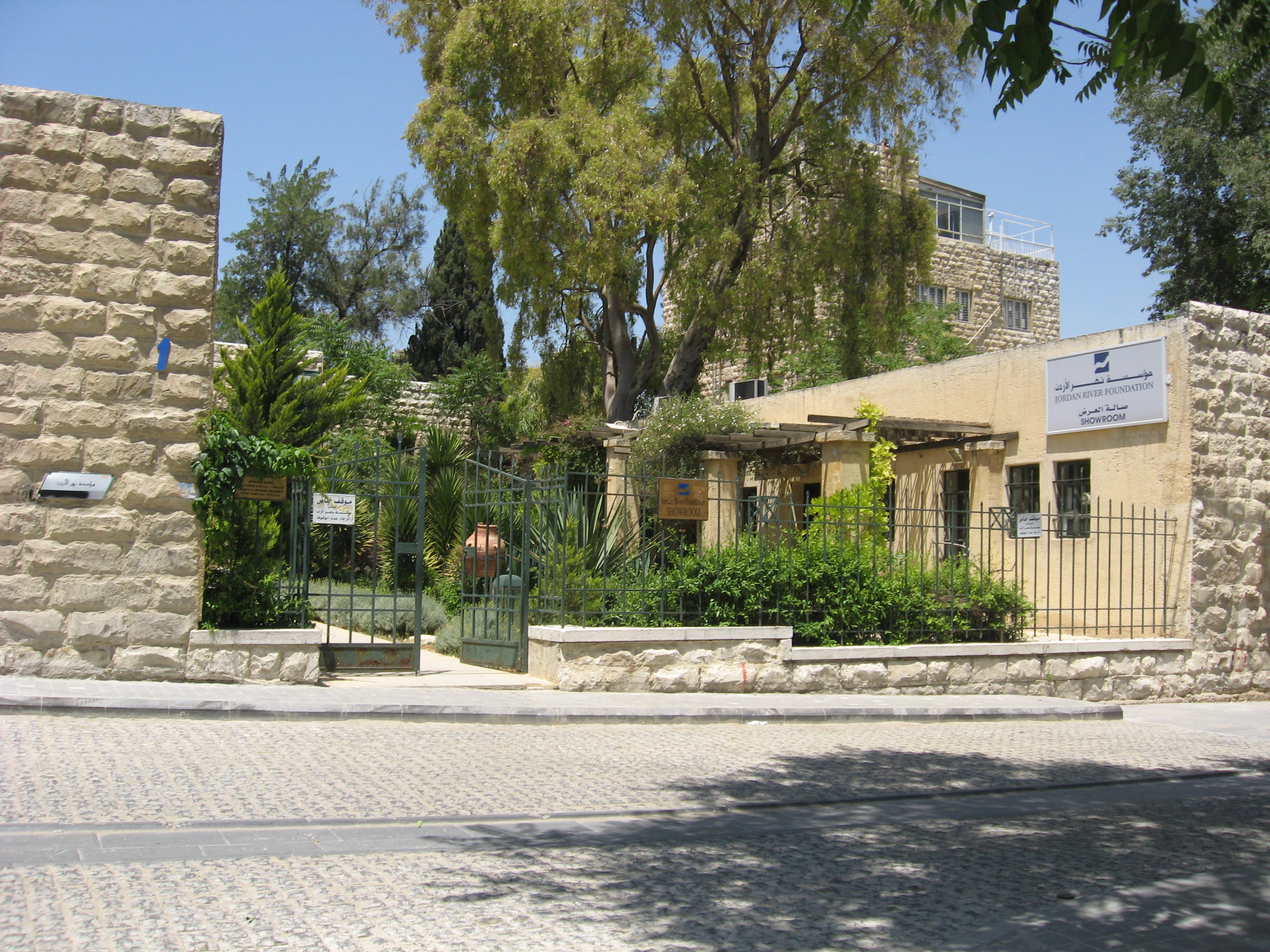
The main entrance of the showroom.

يقع مبنى المؤسسة الجديد قرب منطقة الدوارا الثامن في مدينة عمان

## مجالات العمل والاهتمام
- تمكين المجتمعات Empowering Communities
- حماية الطفل
- نقل المعرفة: تشجع شراكات مؤسسة نهر الأردن مع الهيئات الدولية على «تبادل الخبرات»، وهي منهجية متعلقة بتطوير نماذج المؤسسة للمبادرات الاجتماعية والاقتصادية.
- المناصرة وكسب التأييد: بحيث أصبحت المنظمات تعي أكثر فأكثر الدور الحوي الذي تلعبه في تعليم عموم الجمهور والتأثير على متخذي القرارات في محاولة للتأثير في الإصلاحات الاجتماعية والاقتصادية.
- التربية: من خلال إرساء روابط تربوية بين المهنيين العاملين في مجال العناية بالطفل والأسرة في الأردن مع نظرائهم على المستوى العالمي. فقد حققت المؤسسة تقدما في نماذج التنمية الاقتصادية، مع سعيها لتعزيز تبادل الخبرات والمعلومات المتعلقة بمبادرات تمكين المجتمعات المحلية مع الهيئات الدولية.
- ترويج وتسويق منتجات مؤسسة نهر الأردن:
- جمع التبرعات (الفعاليات والنشاطات المبينة على البرامج): وذلك بتنظيم نشاطات لجمع التبرعات والحصول على رعاة بالتعاون مع الشركاء الدوليين، من أجل توفير تمويل لتنفيذ برامجها. والتشجيع على القيام بشراكات مبنية على البرامج مع المؤسسات والمنظمات والشركات في المملكة المتحدة، وفي الولايات المتحدة، وفي فرنسا.
- أموال صندوق الهبات في مؤسسة نهر الأردن.

## برامجها
- عام 2002، أُطلق برنامج تنمية التجمعات الريفية في عجلون والبادية الشمالية ومادبا ووادي عربة وأم الرصاص. يهدف هذا البرنامج إلى تعزيز المشاركة في تلبية الحاجات البالغة الأهمية واللازمة لإحياء وإنعاش الجوانب الاقتصادية والاجتماعية في حياة المجتمعات الريفية.
- عام 2004، أطلقت المؤسسة حملة أجيالنا، لحماية ووقاية الطفل من الإساءة والتي نتج عنها إعلان الحكومة عن اليوم الوطني لحماية الطفل من الإساءة والذي يصادف 6 حزيران من كل عام.
- عام 2005: تم افتتاح مركز الملكة رانيا للأسرة والطفل.(وضعت جلالة الملكة رانيا العبد الله حجر الأساس لمبنى عام 2003): والذي أُسس بمهمة واضحة وهي أن حماية الطفل لا تقتصر على مساعدة الأطفال المُساء إليهم فقط وإنما تمتد لتشمل العمل على سبل الوقاية والتوعية. أصبح المركز ليصبح منصة اجتماعية توعوية توفر خدمات متكاملة للحد من الإساءة، وتمكين الأسرة، والترويج لثقافة حماية الطفل. كما يعمل أيضَا كمركز تدريبي لنشر المعرفة على المستويين الوطني والإقليمي، عبر برامج بناء قدرات المتخصصين والعاملين في مجال حماية الطفل.[6]
- عام 2005 بدأت المؤسسة بتنفيذ برنامج التنمية المحلية في المناطق الأقل حظا لتعزيز الفرص الاجتماعية والاقتصادية وذلك من خلال تعزيز المشاركة المجتمعية وإنشاء مشاريع مدرّة للدخل، وتوفير القروض الدوارة، وبناء القدرات، ومشاريع البنية التحتية. وقد عملت المؤسسة من خلال هذا البرنامج في منطقة بيرين والهاشمية في الزرقاء، وحوشا في المفرق، ودير علا في البلقاء، وغور المزرعة في الكرك، والجفر، والحسينية والمريغة في معان وووادي عربة في العقبة.
- عام 2006، أطلقت المؤسسة خط الدعم الأسري (110 للأسرة والطفل)، حيث يهدف الخط المجاني والقائم على السرية إلى تقديم خدمات الاستشارة المتخصصة، والدعم والإرشاد النفسي، والإحالة إلى المؤسسات الشريكة لتمكين وحماية الأطفال في الأردن.
- عام 2007، أطلقت المؤسسة مبادرة مدارس آمنة لمواجهة ظاهرة العنف في المدارس استجابة لمطالب العديد من الطلاب والأهالي. كما باشرت المؤسسة في ذات العام بتنفيذ برنامج قدرات بهدف نقل خبراتها في التنمية للمجتمعات المحلية من خلال تعزيز القدرات المؤسسية للهيئات المحلية ورفع كفائتها ودعمها لانشاء مشاريع اقتصادية وخدماتية بطريقة فاعلة وبما يلبي احتياجات المجتمع المحلي.
- كما أسست المؤسسة وحدة مبادرات الشباب بهدف رفع كفاءتهم وتأهيلهم لسوق العمل تماشياً مع رؤية جلالة الملكة رانيا العبد الله في أن الشباب الأردني منبع للابداع والحماس.
- عام 2009، تم تأسيس وحدة الأسرة الآمنة في مركز الملكة رانيا للأسرة والطفل والتي تختص في التعامل مع حالات العنف الموجه ضد النساء والفتيات، وتوفر الوحدة شبكة من الخدمات على المستوى الحكومي وغير الحكومي كما تقدم خدمات نفسية اجتماعية لنساء من مختلف الأعمار والخلفيات الاجتماعية. تتعامل المبادرة مع المجتمعات بطريقة شمولية ضمن مجالات متعددة كالتعليم، والصحة، والبنية التحتية، والشباب والتمكين الاقتصادي ويتم تركيز الجهود على تنفيذ مشاريع اجتماعية واقتصادية شاملة ومستدامة بناءً على احتياجات المجتمع المحلي.
- عام 2009، قامت المؤسسة بتكثيف تدخلاتها التنموية الاجتماعية والاقتصادية في مدينة العقبة من خلال إنشاء مركز الملكة رانيا لتمكين المجتمعات والتي وضعت حجر الأساس له جلالة الملكة رانيا العبد الله.
- عام 2010 وصلت تدخلات وخدمات المؤسسة لأكثر من مليون مستفيد لامست وغيرت حياتهم من خلال برنامج نهر الأردن لتمكين المجتمعات وبرنامج حماية الطفل.
- عام 2015 قامت المؤسسة بالتعاون مع اليونيسيف بإطلاق مشروع مكاني عبر مجموعة من الجمعيات والمراكز التي تعمل على توفير بيئات تفاعلية آمنة للأطفال والشباب وأفراد المجتمع بكافة أطيافه، بهدف تمكينهم كأفراد منتجين وفاعلين في مجتمعاتهم المحلية. توفر المراكز خدمات مجتمعية مميزة من ضمنها التعليم البديل، وبرامج بناء المهارات والدعم النفسي الاجتماعي. وتعمل المراكز على دعم مبادرات البحث المجتمعية والممارسات والتطبيقات اللازمة لتحقيق التغيير المنهجي والمستدام. تم البدء بتسعة مراكز ثم في خمسة عشر مركزاً منتشرة في ثمانية محافظات في المملكة.[7]، ثم ارتفع عدد المراكز خلال عام 2018 إلى 20 مركز.

### مشاريع أخرى
- مشروع رفع كفاءة جمعيات المجتمع المحلي في المجتمعات المستضيفة لللاجئين
- مشروع الأسر البديلة
- مشروع التطوير من أجل التغيير
- أيكيا ونهر الأردن
- مختبرات الابتكار الاجتماعي
- مبادرة تمكينها
- مشروع التنمية الاقتصادية الريفية والتشغيل

## المشاريع الإنتاجية
تهدف المؤسسة إلى توفير فرص اقتصادية لنساء المجتمع المحلي وتطوير مهاراتهن ليصبحنّ معيلات مستقلاّت داخل أسرهن. وقد شهدت هذه المشاريع اهتماماً ملحوظاً من نساء المجتمعات المحلية عبر المشاركة في مختلف برامج وأنشطة التمكين الاجتماعي. ضمّت المؤسسة أربعة مشاريع إنتاجية حتى عام 2016 هي:
- مشروع الكرمة للتطريز في منطقة جبل النظيف في عمان.
- مشروع بني حميدة للنسيج في محافظة مادبا.
- مشروع وادي الريان لإنتاج الاثاث ومستلزمات الحدائق عام 1997 في الأغوار الشمالية
- مطبخ الكرمة الإنتاجي. ويضم مطبخا للطهي وانتاج الأطعمة. تأسس عام 1997 في جبل النظيف، ثم تبعه لاحقا فرع آخر في منطقة جبل النصر في شرق عمان لإنتاج الحلويات.

## الجوائز
منذ تأسيسها حصلت المؤسسة على عدد من الجوائز منها:
- 2002: جائزة الجمعية الدولية لحماية الأطفال من الإساءة والإهمال (ISPCAN) حيث أنها أول مؤسسة في العالم العربي تنشئ مركزا متخصصا لمعالجة وإعادة دمج وحماية ضحايا الإساءة وأسرهم «دار الأمان».
- 2006: حصل مركز الملكة رانيا للأسرة والطفل على جائزة مؤسسة قمة نساء العالم (WWSF).
- 2008: جائزة مجلة الأعمال العربية لأفضل مبادرة تنموية المصممة لخدمة المجتمعات المحلية.
- 2012: جائزة منظمة التنمية الريفية الأفرو-آسوية (AARDO).
- 2012: جائزة الاستدامة الآسيوية للقيادة عن أفضل تدخل مجتمعي.
- 2013: جائزة الملك عبد الله للتميز في أفضل الممارسات.

## معرض صور

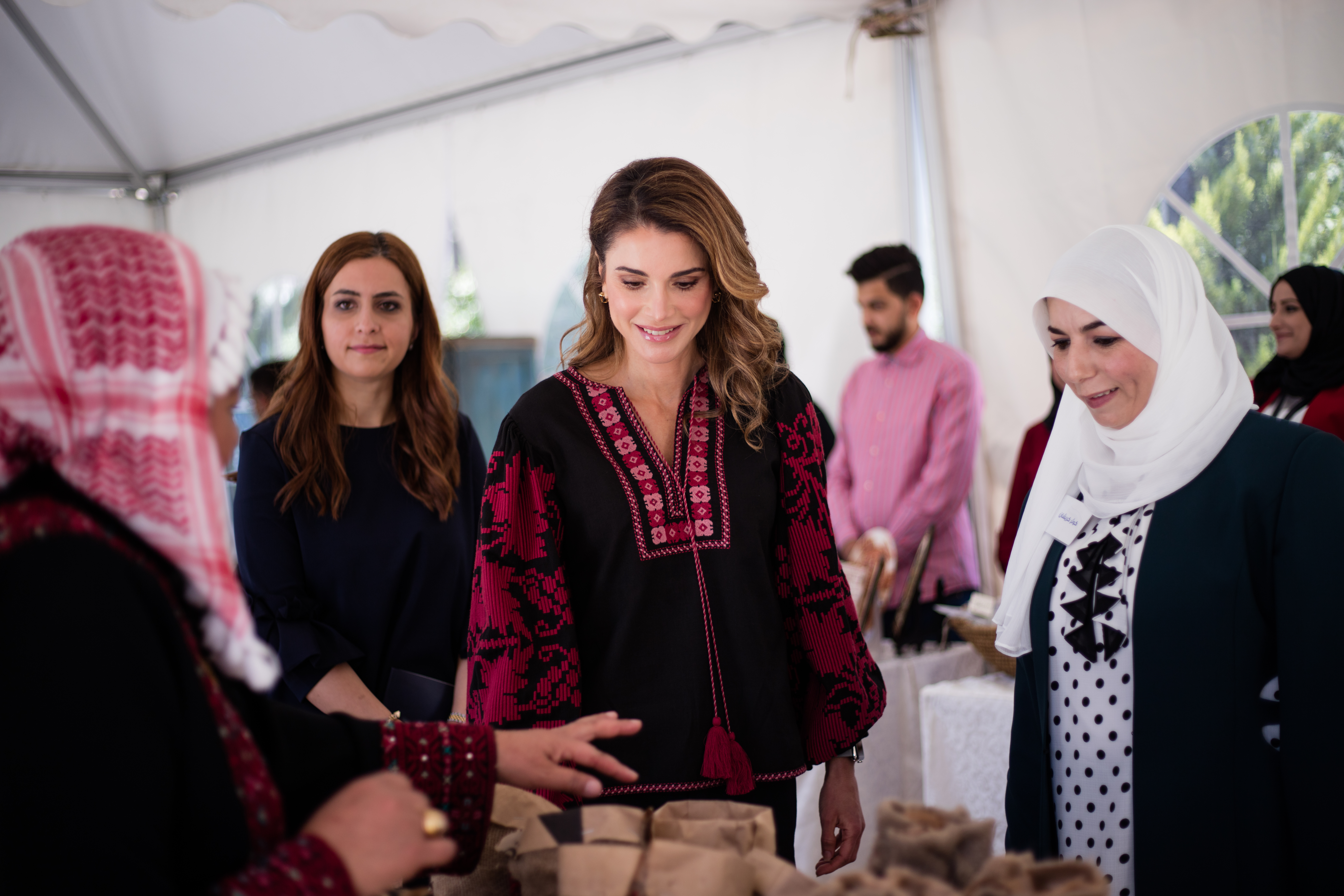
زيارة الملكة رانيا العبدالله رئيسة مجلس أمناء المؤسسة، لأحد مشاريعها، مع مديرة المؤسسة انعام البريشي
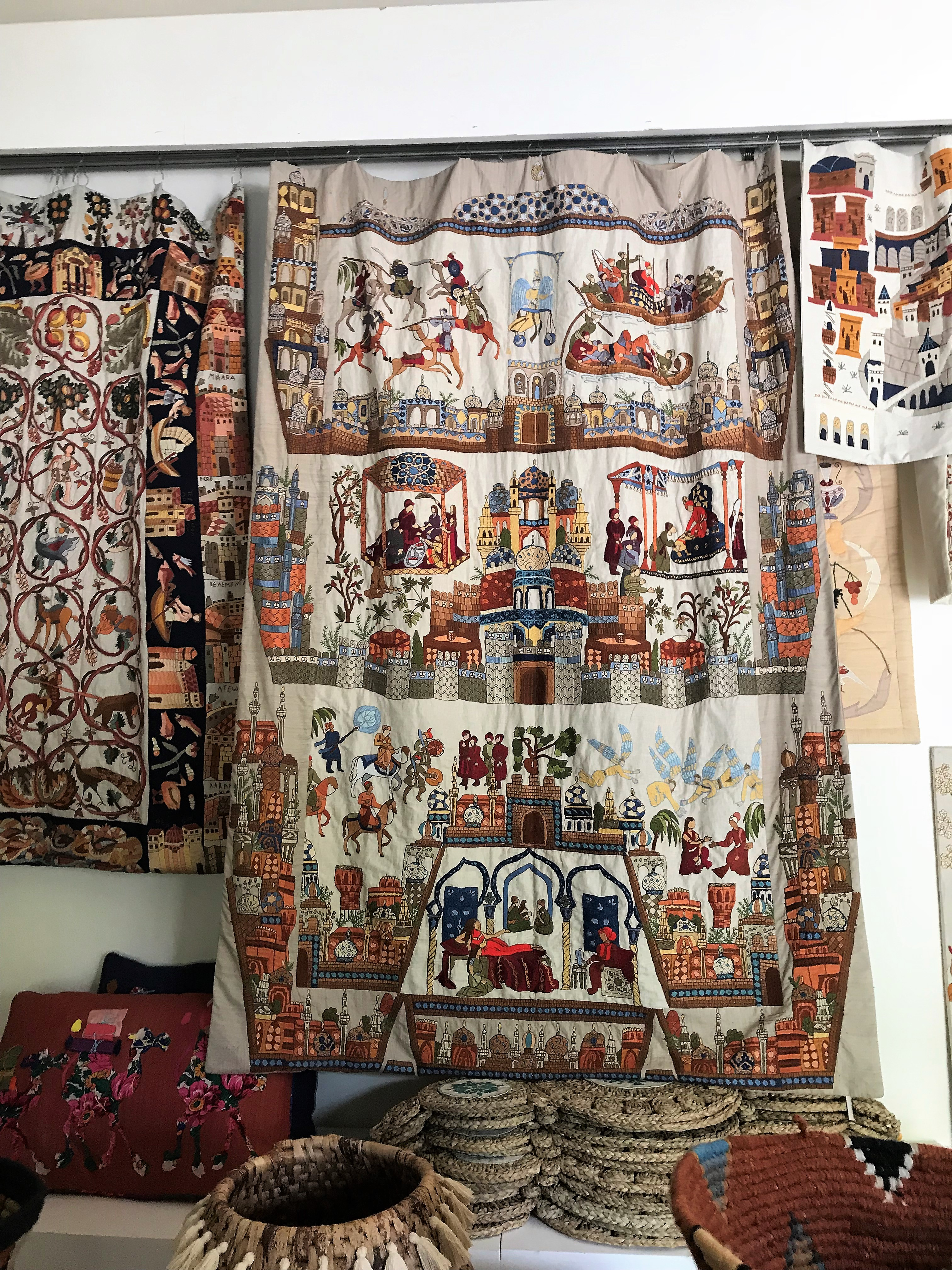
منتجات مشاريع مؤسسة نهر الأردن

## وصلات خارجية
- الموقع الرسمي لمؤسسة نهر الأردن
- مؤسسة نهر الأردن ضمن الموقع الرسمي للملكة رانيا العبد الله